# Убийствен влак
„Убийствен влак“ (на английски: Bullet Train) е американска екшън комедия от 2022 г. на режисьора Дейвид Лийч, по сценарий на Зак Олкевич. Базиран е на японският роман „Maria Bettle“ (публикуван на английски като „Bullet Train“), написан от Котаро Исака. Във филма участват Брад Пит, Джой Кинг, Арън Тейлър-Джонсън, Брайън Тайри Хенри, Андрю Коджи, Хироюки Санада, Майкъл Шанън, Бад Бъни, Зази Бийц, Лоуган Лърман, Карън Фукухара, Маси Ока и Сандра Бълок.
Премиерата на филма се състои в Париж на 18 юли 2022 г., а „Сони Пикчърс Релийзинг“ пусна филма по кината в Съединените щати на 5 август 2022 г. Филмът получава смесени отзиви от критиците.

## Актьорски състав
- Брад Пит – Лейдибъг
- Джоуи Кинг – Принцът
- Арън Тейлър-Джонсън – Танджерин
- Брайън Тайри Хенри – Лемън
- Андрю Коджи – Ючи Кимура
- Хироюки Санада – Елдър
  - Йоши Сударсо – Елдър като млад
- Майкъл Шанън – Бяла смърт
- Бад Бъни – Вълкът
- Сандра Бълок – Мария Бийтъл
- Зази Бийц – Стършел
- Лоуган Лърман – Синът
- Маси Ока – Кондукторът на влака
- Карън Фукухара – Концесионното момиче от влака
- Чанинг Тейтъм – Влаков пасажер
- Райън Рейнолдс – Карвър

## Продукция
Продукцията на филма започна през октомври 2020 г. в Лос Анджелис по време на пандемията от COVID-19. Снимките започват на 16 ноември 2020 г. и приключват през март 2021 г.

## Излизане
Оригинално е насрочен да бъде пуснат на 8 април 2022 г., преди да е отменен до 15 юли 2022 г., после на 29 юли, и на 5 август.